# Okres Basarabeasca
Basarabeasca je okres v jižním Moldavsku. Žije zde okolo 23 000 obyvatel a jeho sídlem je město Basarabeasca. Na jihu sousedí s Ukrajinou, na západě s autonomním regionem Gagauzsko a na severu s moldavským okresem Cimișlia.